# ポエシア (小惑星)
ポエシア (946 Poesia) は、小惑星帯の小惑星。マックス・ヴォルフによってハイデルベルクのケーニッヒシュトゥール天文台で発見された。
詩を意味する言葉から名付けられた。